# Johannes Hevelius

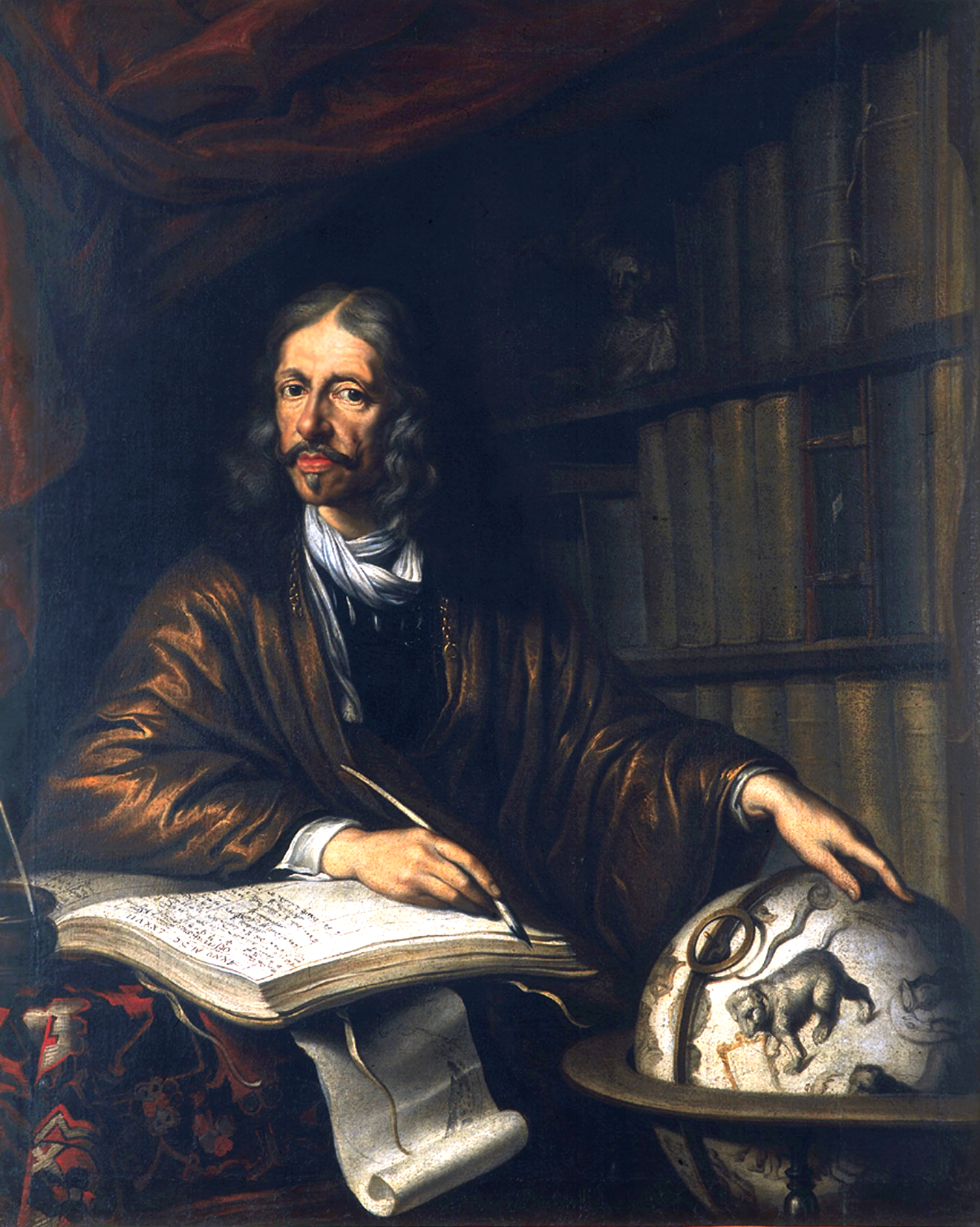
Johannes Hevelius, Gemälde von Daniel Schultz

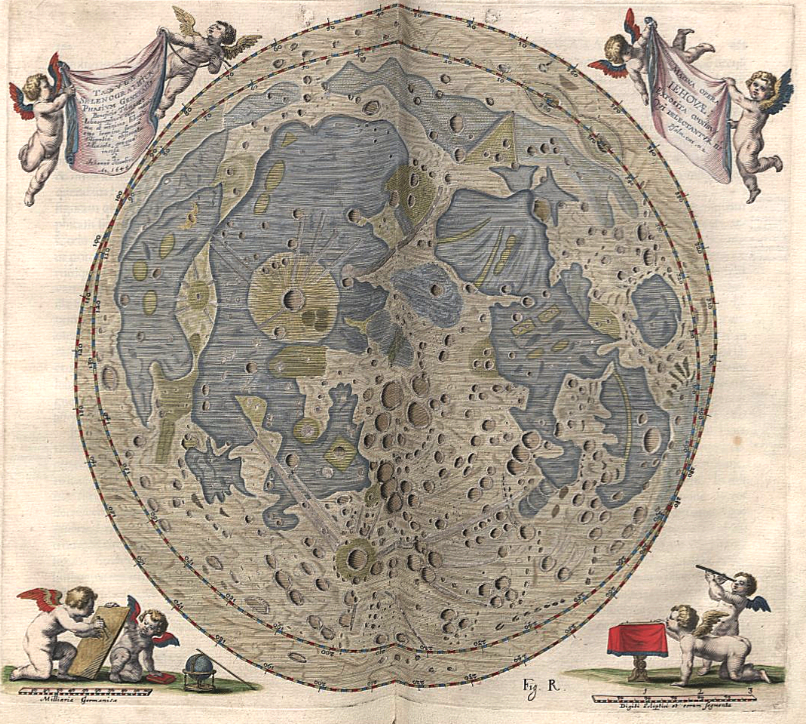
Karte des Mondes von Johannes Hevelius zu Selenographia

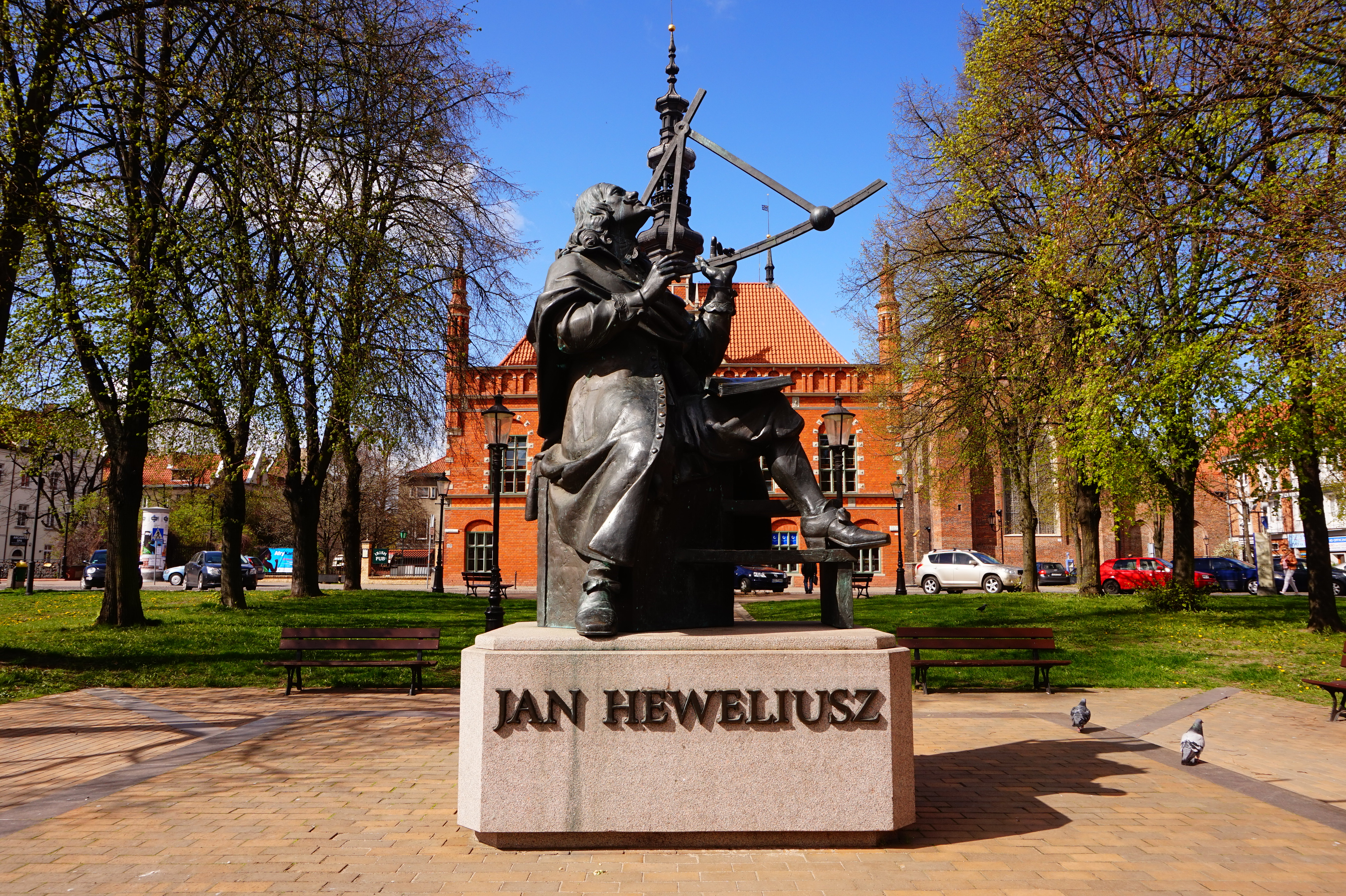
Denkmal für Hevelius vor dem Altstädtischen Rathaus in Danzig

Johannes Hevelius (nach seinen Schriften in lateinischer Sprache, deutsch Johannes Hevel oder auch Johann Hewelcke, polnisch Jan Heweliusz; * 28. Januar 1611 in Danzig; † 28. Januar 1687 ebenda) war ein Danziger Astronom und gilt als Begründer der Kartografie des Mondes, der Selenographie.

## Leben

### Jugend und Ausbildungen

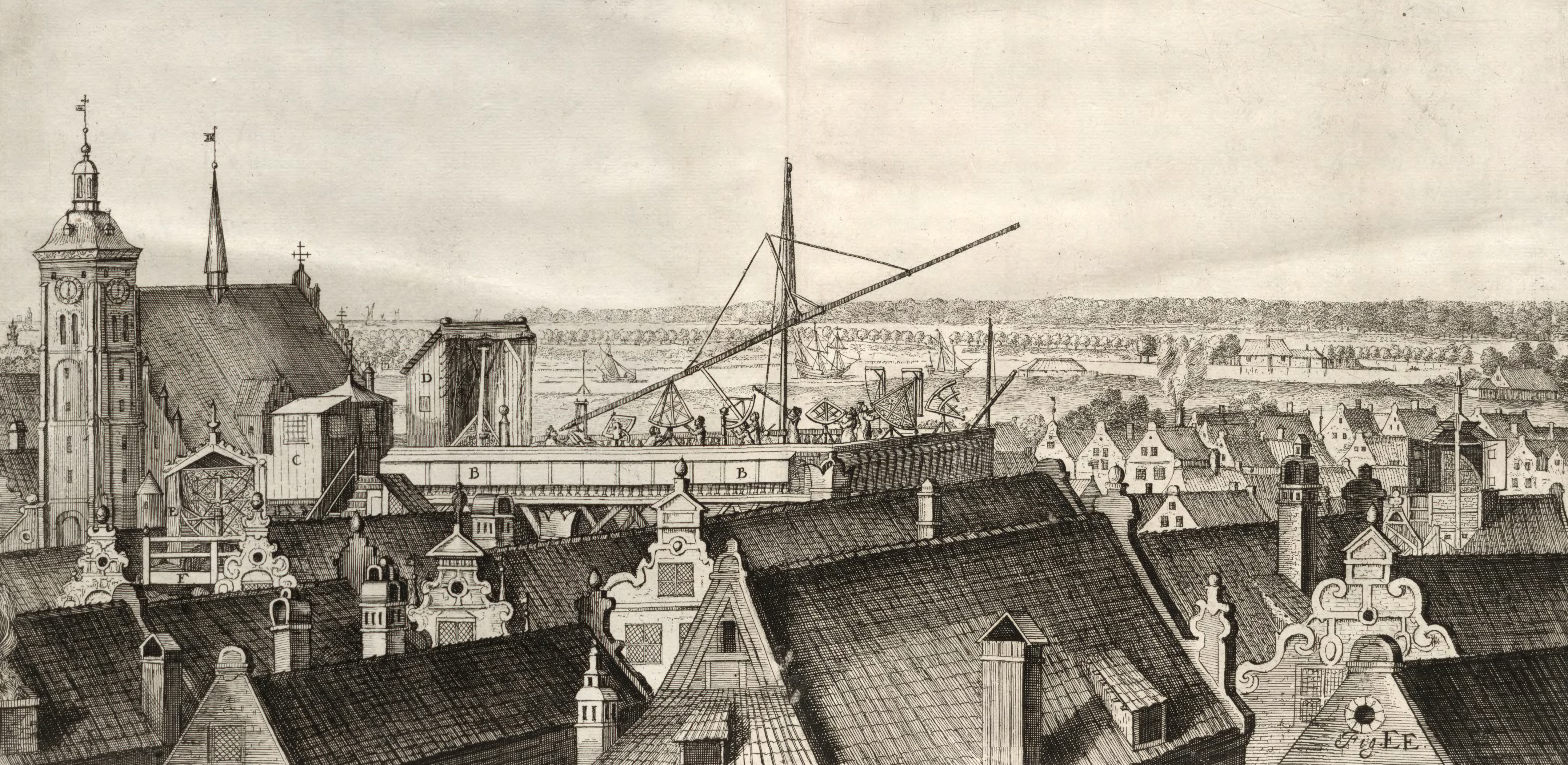
Observatorium auf den Dächern in Danzig

Johannes Hevelius stammte aus einer reichen Brauerfamilie der Danziger Altstadt. Sein Vater war der Danziger Ältermann und Bierbrauereibesitzer Abraham Hewelcke (1576–1649), ein Sohn des Ältermanns und Bierbrauers Michel († 1603) und der Katharina Hecker. Die Mutter Cordula (* 1592) war eine Tochter von Hans Hecker und Sara Kringel.
Johannes Hevelius  besuchte seit 1618 das Akademische Gymnasium in Danzig. 1622 war er in der Universität in Königsberg immatrikuliert. Er weilte drei Jahre in dem Dorf Gondeltsch (Gądecz) bei Bydgoszcz (Bromberg), um die polnische Sprache zu erlernen. Seit 1627 war er wieder in Danzig, wo er Privatstunden bei dem Gymnasialprofessor Peter Crüger erhielt, der ein Schüler von Johannes Kepler und Tycho Brahe war.
Ab 1630 studierte Johannes Hevelius Jura in Leiden in den Niederlanden. Danach bereiste er England und Frankreich, wo er unter anderem Pierre Gassendi (1592–1655), Marin Mersenne (1588–1648) und Athanasius Kircher (1602–1680) kennenlernte.

### Brauer und Ratsherr in Danzig
1634 ließ Hevelius sich auf dringende Bitten seines Vaters in seiner Geburtsstadt als Brauer des bekannten, damals wie heute als außergewöhnlich geltenden Jopenbiers nieder. Er heiratete am 21. März 1635 die zwei Jahre jüngere Katharine Rebeschke, die zwei nebeneinanderliegende Häuser in der Pfefferstadt 47 und 48 besaß. Im folgenden Jahr trat er in die Zunft der Bierbrauer ein und wurde 1643 deren Zunftmeister.
1651 wurde er Ratsherr und war 1660, 1669 und 1679 bis 1686 Vorsitzender des Stadtrats der Altstadt.

### Astronomische Forschungen in Danzig
Seit 1639 galt sein Hauptinteresse allerdings  der Astronomie. Als sein Vater 1649 gestorben war,  errichtete er auf den Dächern der drei Häuser ein großes Observatorium. Nach und nach stattete er es mit zahlreichen Instrumenten aus:  Neben den Linsenfernrohren, mit denen er die Oberfläche des Erdmondes untersuchte, auch mit präzisen Winkelmessinstrumenten, wie astronomischen Quadranten und Sextanten. Hevelius war stark in die Konstruktion seiner Instrumente einbezogen. Zusammen mit einem Danziger Uhrmacher baute er große Winkelmessinstrumente aus Metall, bei denen er jedoch auf die gerade neu aufkommenden teleskopischen Visiere verzichtete. Anfangs schliff er auch die Linsen für seine Fernrohre selbst. Ein großes von ihm entworfenes 45-m-Fernrohr, welches vor der Stadt aufgestellt worden ist, erregte Aufsehen, war allerdings nie funktionsfähig. Auf ihn geht eine erste einfache Ausführung des Periskops zurück.
Hevelius beobachtete Sonnenflecken, erstellte Mondkarten und entdeckte die Libration des Mondes. Seine Untersuchungen des Mondes und deren Darstellung in 40 von ihm selbst gestochenen Kupfertafeln veröffentlichte er 1647 in seinem ersten größeren Werk Selenographia sive Lunae Descriptio, welches seine internationale Bekanntheit begründete.
In den Jahren 1652, 1661, 1672 und 1677 entdeckte er vier Kometen. Aufgrund seiner Beobachtungen stellte er die These auf, dass Kometen die Sonne in parabelförmigen Bahnen umkreisen.
1661 wurde ein Halophänomen in Danzig beobachtet, und Hevelius beschrieb es dem Pfarrer Georg Fehlau an der Sankt Marienkirche in Danzig, der notierte: „Siebenfältiges Sonnenwunder oder sieben Nebensonnen, so in diesem 1661 Jahr den 20. Februar neuen Stils am Sonntage Sexagesima um 11 Uhr bis nach 12 am Himmel bei uns sind gesehen worden.“ 1662 druckte Hevelius das Buch Mercurius in sole visus bei Simon Reiniger in Danzig, worin er das Danziger Halophänomen beschreibt.
1662 starb Hevelius’ erste Frau, Katharine. Ein Jahr später heiratete er die junge Kaufmannstochter Elisabeth Koopman (1647–1693). Vier Kinder entstammten dieser Ehe. Elisabeth forschte zusammen mit Hevelius und gab nach seinem Tod noch zwei seiner Werke heraus. Sie gilt als eine der ersten Frauen, deren Leistungen in der Astronomie anerkannt wurden.

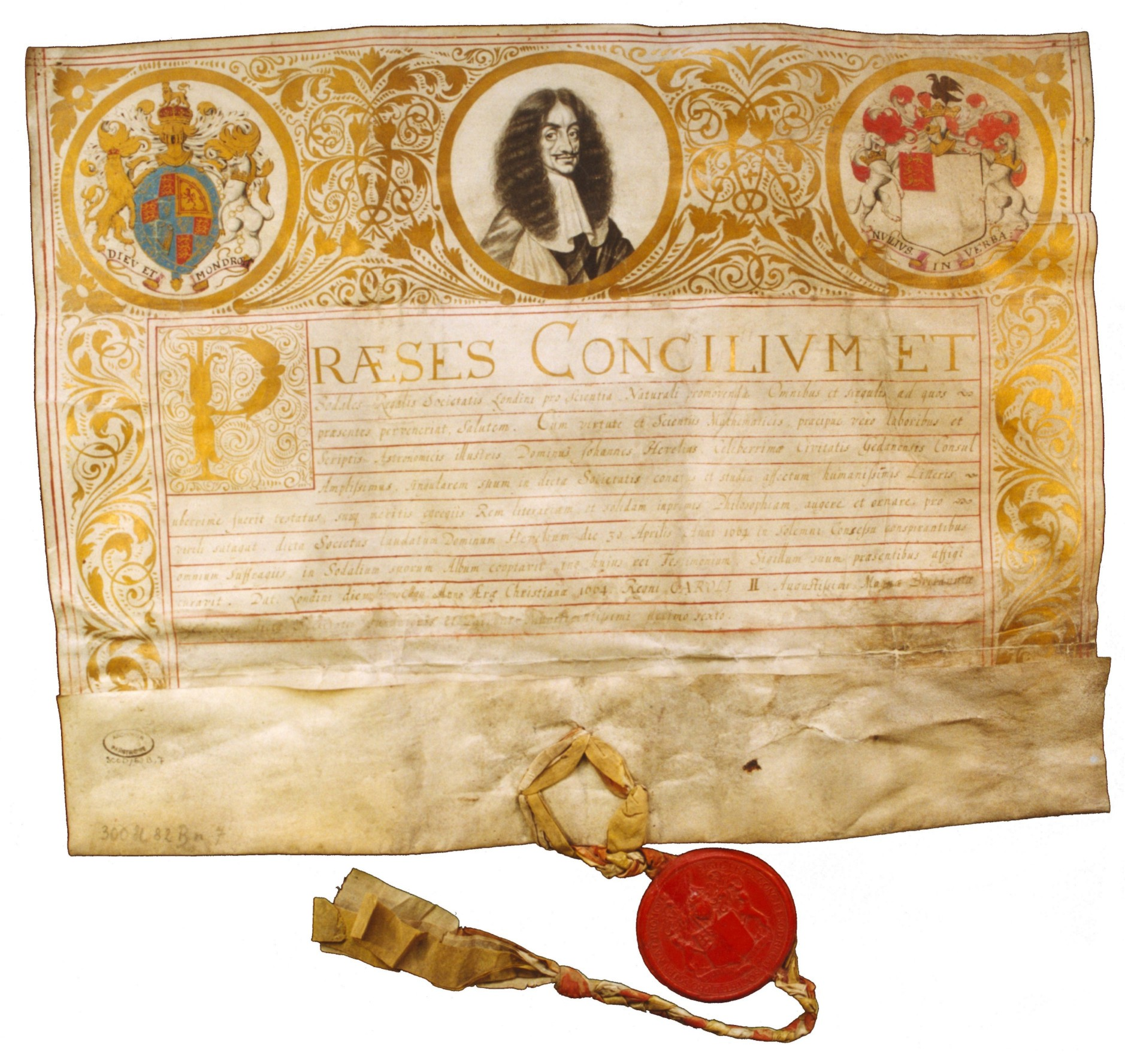
Urkunde über die Ernennung zum Fellow der Royal Society

Am 30. März 1664 wurde Hevelius zum Fellow der Royal Society gewählt.
Wegen des Fehlens teleskopischer Visiere wurde er von dem Engländer Robert Hooke scharf attackiert, der zugleich Hevelius’ gesamte Messergebnisse in Frage stellte. Als schließlich Edmond Halley 1679 nach Danzig reiste, musste er nach mehrwöchigen Vergleichsmessungen mit seinen mitgebrachten Instrumenten eingestehen, dass Hevelius mit bloßem Auge ebenso gute Ergebnisse erzielte wie er mit den Fernrohren.

### Letzte Jahre
In der Nacht vom 26. auf den 27. September 1679 brannte Hevelius’ Sternwarte ab, auch seine Bücher und Instrumente wurden ein Raub der Flammen. Hevelius machte sich zwar sogleich an den Wiederaufbau, erlebte die Fertigstellung aber nicht mehr.
Er starb am 28. Januar 1687, seinem 76. Geburtstag, in seiner Geburtsstadt Danzig und wurde in der dortigen Katharinenkirche beigesetzt. Das Grab, in dem auch seine Familienmitglieder bestattet sind, wurde erst 1986 unter einer tonnenschweren Marmorplatte wiederentdeckt.
Johannes Hevelius führte mehrere Sternbilder ein, die in seinem 1690 posthum erschienenen Werk Firmamentum Sobiescianum, sive uranographia dargestellt werden. Überdauert haben dabei die Sternbilder Jagdhunde (Canes Venatici), Kleiner Löwe (Leo Minor), Schild (Scutum), Fuchs (Vulpecula), Eidechse (Lacerta), Luchs sowie Sextant (Sextans). Weitere von ihm vorgeschlagene Sternbilder waren Cerberus, Berg Mänalus (Mons Maenalus), Fliege (Musca, siehe Nördliche Fliege) sowie das Kleine Dreieck (Triangulum minor).

## Würdigung und Ehrungen
17./18. Jahrhundert
Hevelius gilt als einer der bedeutendsten Astronomen seiner Zeit und wurde von vielen Seiten unterstützt:
- von König Ludwig XIV. von Frankreich, der ihm 1663 einen Ehrensold bewilligte,
- von dem polnischen König Johann III. Sobieski, der 1667 einen Ehrensold bestimmte, und dem Hevelius das Sternbild Schild (Scutum) widmete.
- 1664 wurde Johannes Hevelius zum Fellow der Royal Society in London ernannt.
- In der Katharinenkirche in Danzig gibt es bis heute ein Epitaph von 1780 für ihn, das von Hevelius’ Urenkel Daniel Gottlieb Davisson gestaltet wurde.
- Der zeitgenössische Astronom Johann Jacob Zimmermann entwarf eine Art Himmelsglobus nach Hevelius’ Fixsternregister. Sieben der von ihm eingeführten Sternbilder sind heute in Verwendung.[10]

19./20. Jahrhundert
- 1887 wurde eine heute noch existierende Gedenktafel in der Diele des Altstädtischen Rathauses angebracht.[11]
- 1894 benannte seine Heimatstadt Danzig den Heveliusplatz nach ihm.
- 1935 wurde der Mondkrater Hevelius nach ihm benannt.
- 1973 wurde ihm ein Denkmal in der Danziger Altstadt gesetzt.
- 1977 wurde das polnische Fährschiff Jan Heweliusz gebaut, welches 1993 in der Ostsee sank.
- 1987, anlässlich seines 300. Todestages, wurde eine polnischsprachige Gedenktafel an der Stelle seines (nach dem Zweiten Weltkrieg abgerissenen) Wohnhauses angebracht.[12][11]
- 1994 wurde der Asteroid (5703) Hevelius nach ihm benannt.[13]
- 2006 wurde (nach Versetzung des Denkmals von 1973) ein weiteres Denkmal vor dem Altstädtischen Rathaus errichtet.
- 2011: Anlässlich seines 400. Geburtstages wurde in Polen ein Hevelius-Jahr gefeiert.

## Werke
- Selenographia. Danzig 1647. (Digitalisat im Internet Archive)
- Selenographia - Beschreibung des Mondes (Deutsche Übersetzung von Felix Lühning). DWV, Baden-Baden 2023, ISBN 978-3-86888-193-6
- Mercurius in sole visus. Gedruckt bei Simon Reiniger, Danzig 1662. (Digitalisat der Universität Wien)
- Cometographia. Danzig 1665. (Digitalisat der Thüringischen Universitäts- und Landesbibliothek Jena)
- Machina coelestis. Vier Teile, der erste 1673 mit einer Beschreibung seines Instrumentariums. (Digitalisat im Internet Archive)
- Machina Coelestis - Das himmlische Instrumentarium (Deutsche Übersetzung von Felix Lühning). DVW, Baden-Baden 2023, ISBN 978-3-86888-192-9
- Annus climactericus. Danzig 1685. (Digitalisat im Internet Archive)
- Prodromus astronomiae. Danzig 1690. (Digitalisat) Postum veröffentlichter Sternkatalog, einschließlich Sternkarten, mit dem ein deutlicher Gewinn an Genauigkeit der Sternpositionen erreicht wurde.[14]